# Scott Eyman
Scott Eyman (* 2. März 1951 in Cleveland, Ohio) ist ein US-amerikanischer Autor und Filmhistoriker.

## Leben
Scott Eyman schrieb zunächst für die Cleveland-Tageszeitung The Plain Dealer. Zu Beginn seiner Laufbahn interviewte er unter anderem Bette Davis, Alfred Hitchcock, John Wayne, Billy Wilder und Mae West.
1983 ließ er sich in Florida nieder und schrieb dort zunächst für den Sun-Sentinel, und dann bis zu deren Einstellung 1988 für The Miami News. Danach wechselte er zur Palm Beach Post, für die er bis 2013 als Buchkritiker tätig war. Seine Buchkritiken und Texte erschienen auch in der New York Times, der Washington Post, der Chicago Tribune, dem Wall Street Journal und zahlreichen Filmmagazinen. Seit 1986 veröffentlichte Eyman diverse Sachbücher zur Filmgeschichte, vor allem zu Themen rund um das klassische Hollywood-Kino.
Seit dem Jahr 2013 unterrichtet Eyman Filmgeschichte an der School of Communication der University of Miami. 2014 wurde er bei den National Board of Review Awards mit dem William-K.-Everson-Filmgeschichtspreis ausgezeichnet.
Er lebt mit seiner Frau, der Journalistin Lynn Kalber, in West Palm Beach.

## Schriften
- mit Louis D. Giannetti: Flashback: A Brief History of Film. Englewood Cliffs, N.J., Prentice-Hall, 1986, ISBN 9780133222234.
- Five American cinematographers: Interviews with Karl Struss, Joseph Ruttenberg, James Wong Howe, Linwood Dunn, and William H. Clothier. Metuchen N.J., London, The Scarecrow Press, 1987, ISBN 9780810819740.
- Mary Pickford: America's Sweetheart. New York, D.I. Fine, 1990, ISBN 9781556111471.
- Ernst Lubitsch: Laughter in Paradise. New York, Simon & Schuster, 1993, ISBN 9780671749361.
- The Speed of Sound: Hollywood and the Talkie Revolution 1926–1930. New York, NY, Simon & Schuster, 1997, ISBN 9780684811628.
- Print the Legend: The Life and Times of John Ford. New York, Simon and Schuster, 1999, ISBN 9780684811611.
- Louis B. Mayer: Lion of Hollywood. London, Robson, 2005, ISBN 9781861058928.
- mit Robert Wagner: Pieces of My Heart: A Life. New York, HarperCollins, 2008, ISBN 9780061373312.
- Empire of Dreams: The Epic Life of Cecil B. DeMille. New York, Simon & Schuster, 2010, ISBN 9780743289559.
- mit Robert Wagner: You Must Remember This: Life and Style in Hollywood's Golden Age. Waterville, Maine, Thorndike Press, 2014, ISBN 9781410467300.
- John Wayne: The Life and Legend. New York, Simon & Schuster, 2014, ISBN 9781439199589.
- mit Robert Wagner: I Loved Her In The Movies: Memories of Hollywood's Legendary Actresses. Waterville, Maine, Thorndike Press, 2016, ISBN 9781410494948.
- Hank & Jim: The Fifty-Year Friendship of Henry Fonda and James Stewart. New York, Simon & Schuster, 2017, ISBN 9781501102172.
- Cary Grant: A Brilliant Disguise. Simon & Schuster, 2020, ISBN 9781501192111.
- 20th Century-Fox: Darryl F. Zanuck and the Creation of the Modern Film Studio. Running Press Adult, 2021, ISBN 9780762470938.
- Charlie Chaplin vs. America: When Art, Sex, and Politics Collided. Simon & Schuster, New York, 2023, ISBN 9781982176358.